# Щит «Лапландия»

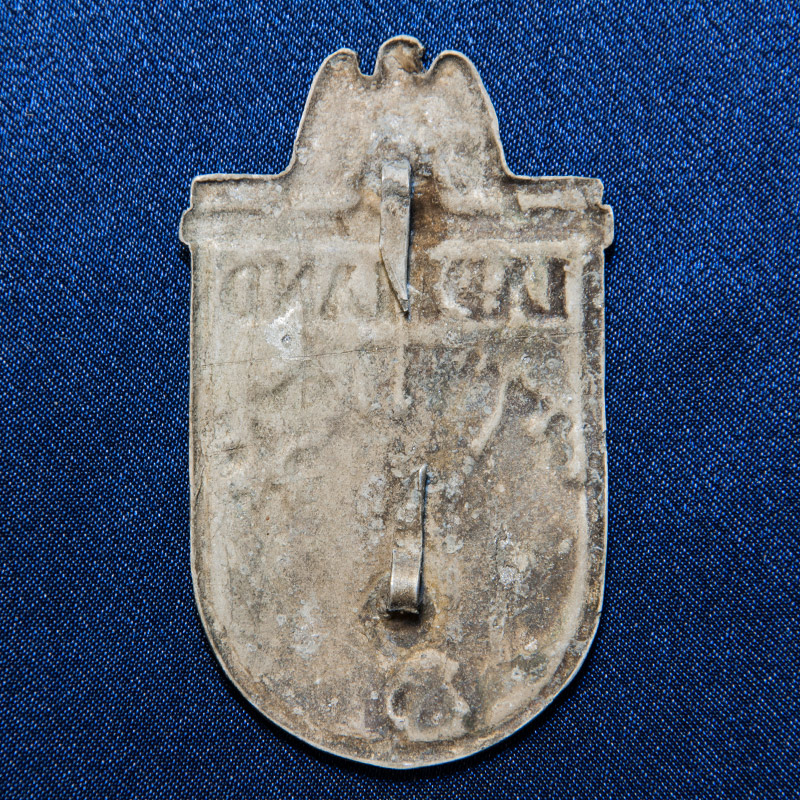
Щит «Лапландия» (оборотная сторона)

Щит «Лапландия» (нем. Lapplandschild) — германский памятный знак отличия для военнослужащих 20-й горной армии и кригсмарине, участвовавших в боях против советских, финских и английских войск в северных районах Финляндии и Норвегии.

## История
Зимой 1945 года генерал Франц Бёме, назначенный в январе командующим 20-й горной армией, выступил с инициативой об учреждении наградного щита для подчинённых ему частей, сражавшихся против наступавших советских, финских и английских войск. Хотя официальное учреждение награды затягивалось, записи о присуждении знака в солдатских книжках военнослужащих 20-й горной армии стали производить с апреля 1945 года. 
Официальное утверждение состоялось 1 мая 1945 года, однако уже 8 мая 20-я горная армия капитулировала англичанам. Английское командование разрешило продолжить награждение этим знаком и наладить его производство в лагерях для военнопленных. Щиты изготовлялись кустарным способом из различных подручных материалов — цинка, алюминия, жести и др. Известны щиты промышленного изготовления. Щит «Лапландия» является последним официально учрежденным наградным щитом Третьего рейха.
Критериями для награждения щитом служили:
- служба в 20-й горной армии в течение 6 месяцев,
- ранение, полученное в течение службы в 20-й горной армии,
- совершение героического действия в бою.

Также известны наградные листы, вручавшиеся от имени адмирала Кранке морякам кригсмарине.

## Описание
Знак представляет собой закруглённый снизу щит, на котором помещено схематическое изображение северной части Скандинавского полуострова (Лапландии). В верхней части щита надпись «LAPPLAND», над которой горизонтальная, выходящая за пределы щита балка, венчаемая одноглавым, с опущенными крыльями, орлом (без свастики). 
В щите имеются 4 отверстия для пришивания знака к одежде.
Знаки промышленного и кустарного изготовления отличаются деталями и качеством.